# Сегюр, Софья Фёдоровна
Со́фья Фёдоровна Ростопчина́, в браке графиня де Сегю́р (фр. Sophie Rostoptchine, comtesse de Ségur или чаще Comtesse de Ségur, née Rostoptchine, 1 августа 1799, Санкт-Петербург — 9 февраля 1874, Париж) — французская детская писательница русского происхождения. Её сочинения пользовались в XIX—XX веках огромной популярностью, они продолжают переиздаваться в XXI веке. Самое известное среди них — «Сонины проказы» (фр. Les Malheurs de Sophie; 1858); роман был адаптирован для кино (1946 и 1979 гг.) и театра (2008), балета (1935), мультсериала (1998) и музыкальной комедии (2011).

## Биография

### Россия
Третий ребёнок московского губернатора Ростопчина и графини Екатерины Ростопчиной, урождённой Протасовой. Крещена 9 августа 1799 года в Зимнем дворце; её крёстный — Павел I. Отец Софьи впал в немилость при дворе в 1801 году и был отправлен в ссылку за 3 недели до убийства царя; семья перебралась в огромное подмосковное имение Вороново, где и прошли детские годы будущей писательницы. Дети получали чрезвычайно суровое воспитание, о чём писала в своих мемуарах сестра Софьи Наталья Нарышкина: им даже в самую жаркую погоду категорически запрещали пить между трапезами и к ним применяли телесные наказания. В царствование Александра I положение Ростопчина ещё больше осложнилось, однако в 1809 году император, столкнувшись с политическими трудностями, вновь вернул его ко двору и в 1812 году назначил московским генерал-губернатором. В мае 1812 года семья перебирается в Москву; Софья живёт в приобретённом отцом дворце на Большой Лубянке, а также во дворце в Сокольниках. В период Отечественной войны семья сначала укрывается в Сергиевом Посаде, а затем в Ярославле; в ноябре они возвращаются в Москву, затем едут в Санкт-Петербург; лето 1815 года семья проводит в Царском Селе. Последним российским адресом Софьи Ростопчиной становится Вороново, откуда в июле 1817 года она с матерью, братьями и сёстрами выезжает в Париж (граф Ростопчин, обвинённый в организации большого московского пожара в 1812 г., был вынужден покинуть Россию — под предлогом лечения на водах).

### Франция
Оказавшись в Париже, Софья окунается в светскую жизнь, пользуется успехом у поклонников, посещает салон Софьи Свечиной. В 1818 году она знакомится с графом Эженом де Сегюром; их свадьба состоялась в июле следующего года. Теперь она живёт в аристократическом особняке на улице Варенн. Убеждённая католичка, Софья де Сегюр становится прихожанкой храма Святого Сульпиция. В апреле 1820 года рождается её первенец, Луи-Гастон де Сегюр. Отношения между супругами были чрезвычайно прохладными. Поскольку столичная жизнь крайне угнетает Софью, год спустя отец приобретает для неё усадьбу Нуэтт в Нормандии (36 лье от Парижа), чем-то неуловимо напоминающую Вороново. Фёдор Васильевич Ростопчин возвращается в Россию, где и умирает в январе 1826 года; его дочь больше туда ни разу не возвращалась. Зато её сын Луи-Гастон в 1841 году совершил путешествие на землю предков, побывал в Вороново и привёз оттуда ряд интереснейших зарисовок. Большая часть её жизни во Франции прошла в Нуэтт, однако в 1872 году Софья Федоровна неожиданно продала усадьбу и последние годы жизни провела в замке Кермадио (château de Kermadio), принадлежавшем зятю Арману Френо́ и дочери Генриэтте, — в Бретани, департамент Морбиан. Похоронена по соседству с замком, на городском кладбище Плюнрет. Над её могилой установлена статуя Девы Марии. Вместе с ней похоронен Луи-Гастон де Сегюр (Louis-Gaston de Ségur) и дочь Генриэтта (1829—1908). В честь писательницы названы улицы в нескольких французских городах, аллея в парижском парке Монсо.

## Творчество

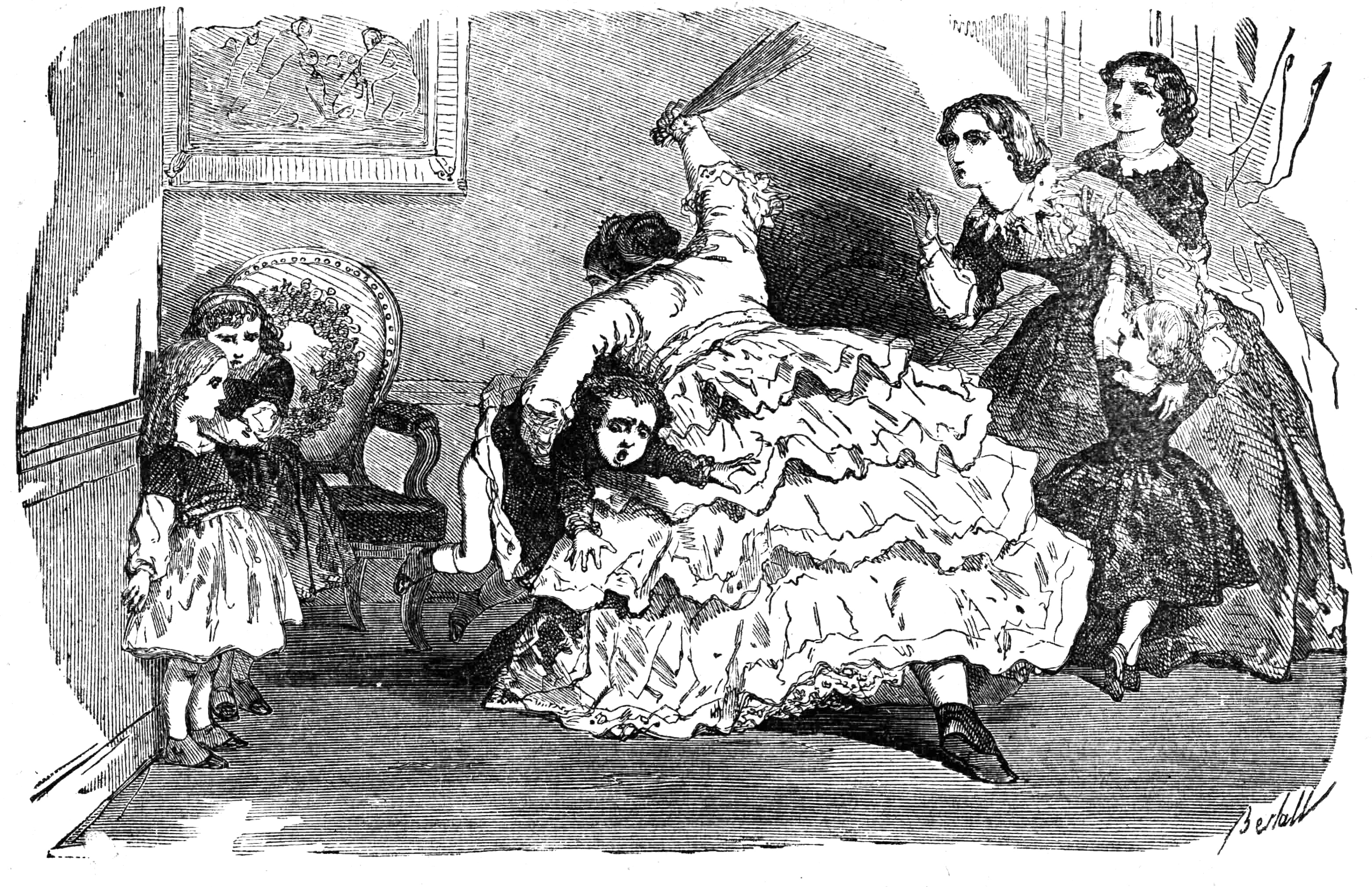
Иллюстрация к повести «Примерные девочки».

К литературному творчеству графиня де Сегюр обратилась в 57 лет и написала в общей сложности два с половиной десятка книг. Возможно, это произошло под влиянием автора «Парижских тайн» Эжена Сю и католического писателя Луи Вейо — оба часто посещали усадьбу Нуэтт. Первоначально она предназначала свои сочинения исключительно для собственных внуков (всего их у писательницы было 20), однако её книга «Новые волшебные сказки», проиллюстрированная знаменитым Гюставом Доре и выпущенная в ставшей впоследствии знаменитой коллекции «Розовая библиотека», снискала большой успех у читателей. В результате издательство «Hachette» предложило графине опубликовать другие её сочинения, и в 1859 году Софья Фёдоровна передала этому издательству эксклюзивные права на издания своих книг.
Небольшая брошюра «Здоровье детей» несколько удивила читателей содержавшимися в ней наставлениями и рецептами (так, в качестве средства от коклюша автор рекомендовал настойку белладонны). Большая часть прозаических сочинений графини первоначально печаталась в журнальном варианте (на страницах еженедельника «La Semaine des Enfants»), в виде романа-фельетона.
Самая известная книга графини де Сегюр — «Сонины проказы» — сделалась во второй половине столетия настоящим бестселлером. «Сонины проказы», «Примерные девочки» и «Каникулы» образуют своего рода трилогию, насыщенную автобиографическим началом. Трилогия обращена в первую очередь к маленьким детям, однако в ней немало жестоких и трагических эпизодов, которые заставили некоторых исследователей сравнивать графиню де Сегюр с маркизом де Садом.
Роман «Генерал Дуракин», наряду с «Михаилом Строговым» Жюля Верна, долгое время оставался для маленьких французов важнейшим источником познаний о России. В царской России книгу не издавали, оценивая её как оскорбительный памфлет; особенно негативно воспринималась сцена показательной порки в полицейском участке (в оригинальной версии экзекуция происходила в присутствии детей, однако под давлением издателя автор эту подробность устранил). Между тем сама писательница считала главными своими сочинениями вовсе не художественную прозу, а благочестивые книги, имевшие преимущественно катехизаторское назначение.

### Оценка писателей и критиков
Книги Софьи де Сегюр высоко ценила Марина Цветаева, написавшая в своем дневнике за 1920 год: «Вся моя „Сонечка“ исключительно в духе госпожи де Сегюр». Гораздо критичнее оценивал произведения писательницы Владимир Набоков, упрекавший графиню де Сегюр в «вульгарной сентиментальности».
Современные французские исследователи находят переклички между произведениями графини де Сегюр и русской классической литературой (Гоголь, Лев Толстой, Достоевский). Из французских писателей на неё повлияли Руссо, Жорж Санд и Бальзак (её иногда даже называли Бальзаком для детей). Сюжет последнего романа писательницы, «После дождя», иногда связывают с влиянием «Графа Монте-Кристо» Дюма и «Хижины дяди Тома» Гарриэт Бичер-Стоу.

## Произведения графини де Сегюр

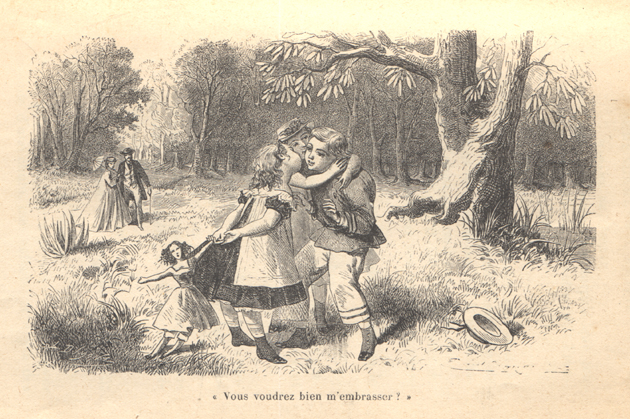
Иллюстрация к роману «Счастье Гаспара».

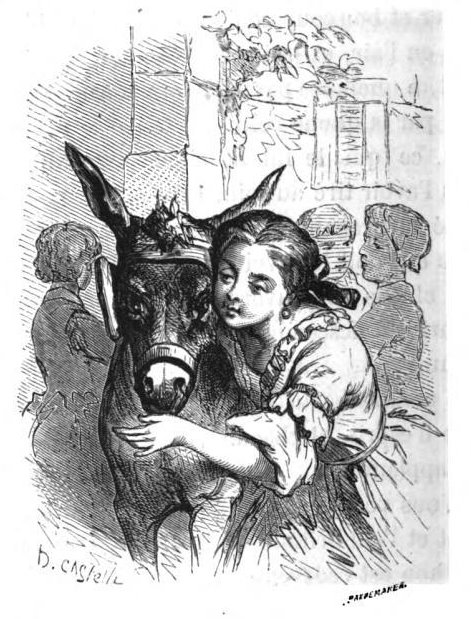
Орас Кастелли. Иллюстрация к роману «Записки осла».

- «Здоровье детей» («La santé des enfants», 1857).
- «Детский молитвенник» («Livre de messe des petits enfants», 1857).
- «Новые волшебные сказки» («Nouveaux contes des fées pour les petits enfants», 1857, рус. пер. 1915), в Gallica: изд. 1896.
- «Сонины проказы» («Les malheurs de Sophie», 1858, рус. пер. 1864, 1869, 1912), в Gallica: изд. 1880.
- «Примерные девочки» («Les Petites Filles modèles», 1858, рус. пер. 1868), в Gallica: изд. 1858.
- «Каникулы» («Les Vacances», 1858, рус. пер. 1870).
- «Записки осла» («Mémoires d’un âne», 1860, рус. пер. 1864).
- «Сестра Грибуйля» («La sœur de Gribouille», 1862).
- «Бедный Блез» («Pauvre Blaise», 1861).
- «Два несмышлёныша» («Les Deux nigauds», 1862).
- «Славные дети» («Les bons enfants», 1862).
- «Постоялый двор Ангела-Хранителя» («L’Auberge de l’ange gardien», 1863, рус. пер. 2001).
- «Генерал Дуракин» («Le général Dourakine», 1863, рус. пер. 2009), в Gallica: изд. 1866, изд. 1935.
- «Франсуа-горбун» («François le bossu», 1864, рус. пер. под назв. «Маленький горбун», 1912), в Gallica: изд. 1879.
- «Добрый маленький чертенок» («Un bon petit diable», 1864, рус. пер. 1908), в Gallica: изд. 1866, изд. 1938.
- «Бабушкино Евангелие» («Evangile d’une grand’mère», 1865).
- «Жан, который ворчит, и Жан, который смеется» («Jean qui grogne et Jean qui rit», 1865), в Gallica: изд. 1866.
- «Комедии и пословицы» «Comédies et proverbes», 1866), в Gallica: изд. 1866.
- «Счастье Гаспара» («La Fortune de Gaspard», 1866), в Gallica: изд. 1876.
- «Прелесть, а не ребенок!» («Quel amour d’enfant!», 1867), в Gallica: изд. 1875.
- «Злой гений» («Le mauvais génie», 1867), в Gallica: изд. 1879.
- «Деяния Апостолов» («Les Actes des apôtres», 1867), в Gallica: изд. 1867.
- «Дилуа-бродяга» («Diloy le chemineau», 1868), в Gallica; изд. 1887.
- «Бабушкина Библия» («Bible d’une grand-mère», 1869), в Gallica: изд. 1878.
- «После дождичка в четверг» («Après la pluie le beau temps», 1871, рус. пер. под названием «После грозы», 1911), в Gallica: изд. 1871.

## Экранизация
«Сонины проказы» неоднократно экранизировались, в том числе средствами мультипликации («Проделки Софи»). Игровые фильмы по «Сониным проказам» и роману «Добрый маленький чертёнок» снял известный французский актёр Жан-Клод Бриали. Имеется также анимационная версия «Записок осла» («Кадишон, или мемуары ослика».). Экранизацию романа «Счастье Гаспара» осуществил известный актёр и режиссёр Жерар Блен.